# Kangar
Kangar là thủ phủ bang Perlis, Malaysia. Nó có dân số 48.898 người và diện tích 2,619.4 ha. Nó nằm ở điểm cực bắc của bán đảo Malaysia và nằm bên bờ sông Perlis. Trung tâm của Kangar là tỉnh Sena, được gọi bằng vài người dân địa phương như 'Uptown Sena'. Các thị trấn là vốn nhà nước nhỏ nhất ở Malaysia và cư dân của nó chủ yếu là nông dân và công chức.
Người ta tin rằng tên Kangar được bắt nguồn từ một loài diều hâu tên Kangkok hoặc spizaetus Limnaetu.